# Гімн Аргентини
Himno Nacional Argentino — державний гімн Аргентини.
Слова аргентинського національного гімну були написані Вісенте Лопесом-і-Планесом, музика — Бласом Парерою. Пісня була прийнята як національний гімн 11 травня 1813 року. 11 травня відзначається в Аргентині як День Гімну.

## Історія

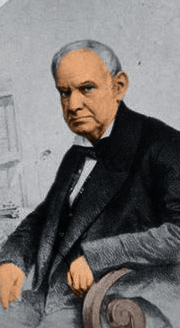
Вісенте Лопес-і-Планес

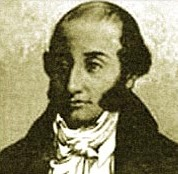
Блас Парера

11 травня 1813 року Генеральні законодавчі збори Аргентини ухвалили як гімн текст пісні «Marcha Patriótica» («Патріотичний марш») на слова Вісенте Лопеса-і-Планеса, та доручили композитору Бласу Парері написати для нього музику.
Закінчена версія вперше була виконана 14 травня 1813 року в будинку аристократа Марікіта Санчес де Томпсона. Публічне виконання гімну відбулося 25 травня того же року в театрі Буенос-Айреса.
Спочатку гімн називався «Canción Patriótica Nacional» («Національна патріотична пісня»), а пізніше просто «Canción Patriótica» («Патріотична пісня»). 1847 року гімн було видано під назвою «Himno Nacional Argentino» («Аргентинський національний гімн»), цю назву він зберігає дотепер.
1860 року композитор Хуан Пабло Еснаола зробив нове аранжування музику гімну, зробивши її більш гармонічною та насиченою.
Початкова версія тексту гімну, названа Лопесом «Himno de Mayo» («Травневий гімн») була створена в період боротьби за незалежність Аргентини від Іспанії і була наповнена антиіспанською риторикою. З плином часу почуття ненависті до Іспанії згасло, тому Декретом президента Роки від 30 березня 1900 року була затверджена практика публічного виконання лише першої та останньої строфи гімну, які не містили антиіспанських висловлювань.
2 серпня 1924 року іншою резолюцією була закріплена музика Парери в обробці Еснаоли та заборонені музичні варіації на тему гімну.
Декретом 10.302 від 24 квітня 1944 року музика та слова були остаточно затверджені як державний гімн Аргентини.

## Виконання
Виконання гімну Аргентини регулюється декретом 10302/1944.
Його виконання обов'язкове під час офіційних заходів. Присутнім належить встати і співати гімн. На телебаченні гімн повинен виконуватись перед завершенням мовлення. У дні національних свят обов'язкове виконання гімну опівдні та опівночі.
Через значну тривалість офіційної версії гімну Аргентини на Олімпійських іграх та перед футбольними матчами часто виконується лише інструментальний вступ тривалістю 1 хвилина 6 секунд.

## Текст гімну

### Сучасна версія (1924)
| Іспанський текст | Український переклад |
| Oíd, mortales, el grito sagrado: «¡Libertad, libertad, libertad!» Oíd el ruido de rotas cadenas, ved en trono a la noble igualdad. Ya su trono dignísimo abrieron las Provincias Unidas del Sud y los libres del mundo responden: «Al gran pueblo argentino, ¡salud!» | Слухайте, смертні, священний заклик: «Свобода, свобода, свобода!» Слухайте шум розірваних кайданів, бачте встановлення благородної рівності. Вже їхній найдостойніший престол відкрили Об'єднані Провінції Півдня. І усі вільні люди світу відповідають: «Хай живе великий аргентинський народ!» |
| Estribillo Sean eternos los laureles que supimos conseguir, Coronados de gloria vivamos… ¡o juremos con gloria morir!, | Приспів Хай лаври будуть вічними, які ми здобули, будемо жити, короновані славою… або помремо з честю! |

### Початкова версія (1813)
| Іспанський текст | Англійський переклад |
| Oíd, mortales, el grito sagrado: Libertad, libertad, libertad. Oíd el ruido de rotas cadenas, Ved en trono a la noble igualdad. Se levanta a la faz de la Tierra una nueva y gloriosa Nación, coronada su sien de laureles, y a sus plantas rendido un león.            | Mortals! Hear the sacred cry: Freedom, freedom, freedom! Hear the noise of broken chains, see noble Equality enthroned. Rises to the heights of the Earth a new and glorious nation, its head crowned with laurels, and at her feet lying a Lion.                                                                       |
| Coro Sean eternos los laureles, que supimos conseguir. Coronados de gloria vivamos… o juremos con gloria morir. | Chorus May the laurels be eternal, the ones we managed to win. Let us live crowned with glory… or swear to die gloriously. |
| De los nuevos campeones los rostros Marte mismo parece animar la grandeza se anida en sus pechos: a su marcha todo hacen temblar. Se conmueven del Inca las tumbas, y en sus huesos revive el ardor, lo que va renovando a sus hijos de la Patria el antiguo esplendor. | From the new Champions their faces Mars himself seems to encourage Greatness nestles in their bodies: at their march they make everything tremble. The dead Inca are shaken, and in their bones the ardour revives which renews their children of the Motherland the ancient splendour.                                 |
| Pero sierras y muros se sienten retumbar con horrible fragor: todo el país se conturba por gritos de venganza, de guerra y furor. En los fieros tiranos la envidia escupió su pestífera hiel; su estandarte sangriento levantan provocando a la lid más cruel.          | Mountain ranges and walls are felt to resound with horrible din: the whole country is disturbed by cries of revenge, of war and rage. In the fiery tyrants the envy spit the pestipherous bile; their bloody standard they rise provoking the most cruel combat.                                                        |
| ¿No los véis sobre México y Quito arrojarse con saña tenaz y cuál lloran, bañados en sangre, Potosí, Cochabamba y La Paz? ¿No los véis sobre el triste Caracas luto y llantos y muerte esparcir? ¿No los véis devorando cual fieras todo pueblo que logran rendir?      | Don't you see them over Mexico and Quito throwing themselves with tenacious viciousness? And who they cry, bathed in blood, Potosí, Cochabamba and La Paz? Don't you see them over sad Caracas spreading mourning and weeping and death? Don't you see them devouring as wild animals all people who surrender to them? |
| A vosotros se atreve, argentinos, el orgullo del vil invasor; vuestros campos ya pisa contando tantas glorias hollar vencedor. Más los bravos, que unidos juraron su feliz libertad sostener, a estos tigres sedientos de sangre fuertes pechos sabrán oponer.          | To you it dares, Argentinians, the pride of the vile invader; your fields it steps on, retelling so many glories as winner. But the brave ones, that united swore their merry freedom to sustain, to those blood-thirsty tigers bold breasts they will know to oppose.                                                  |
| El valiente argentino a las armas corre ardiendo con brío y valor, el clarín de la guerra, cual trueno, en los campos del Sud resonó. Buenos Ayres se opone a la frente de los pueblos de la ínclita unión, y con brazos robustos desgarran al ibérico altivo león.     | The valiant Argentinian to arms runs burning with determination and bravery, the war bugler, as thunder, in the fields of the South resounds. Buenos Ayres opposes, leading the people of the illustrious Union, and with robust arms they tear the arrogant Iberian lion.                                              |
| San José, San Lorenzo, Suipacha, ambas Piedras, Salta y Tucumán, La Colonia y las mismas murallas del tirano en la Banda Oriental. Son letreros eternos que dicen: aquí el brazo argentino triunfó, aquí el fiero opresor de la Patria su cerviz orgullosa dobló.       | San José, San Lorenzo, Suipacha, both Piedras, Salta and Tucumán, La Colonia and the same walls of the tyrant in the Banda Oriental. They are eternal signboards they say: here the Argentinian arm found triumph, here the fierce oppressor of the Motherland his proud neck bent.                                     |
| La victoria al guerrero argentino con sus alas brillante cubrió, y azorado a su vista el tirano con infamia a la fuga se dio. Sus banderas, sus armas se rinden por trofeos a la libertad, y sobre alas de gloria alza el pueblo trono digno a su gran majestad.        | Victory to the Argentine warrior covered with its brilliant wings, and embarrassed at this view the tyrant with infamy took to flight. Its flags, its arms surrender as trophies to freedom, and above wings of glory the people rise the worthy throne of their great majesty.                                         |
| Desde un polo hasta el otro resuena de la fama el sonoro clarín, y de América el nombre enseñando les repite: «¡Mortales, oíd!: ya su trono dignísimo abrieron las Provincias Unidas del Sud». Y los libres del mundo responden: «Al gran pueblo argentino, ¡salud!»    | From one pole to the other resounds the fame of the sonorous bugler, and of America the name showing they repeat «Mortals, hear: The United Provinces of the South have now displayed their most honorable throne». And the free people of the world reply: «We salute the great people of Argentina!»                  |
| Sean eternos los laureles que supimos conseguir. Coronados de gloria vivamos… ¡o juremos con gloria morir! | May the laurels be eternal, that we knew how to win. Let us live crowned with glory… or swear to die gloriously! |